# Leucania cortii
Leucania cortii là một loài bướm đêm trong họ Noctuidae.